# Bahnstrecke Saint-Rambert-d’Albon–Rives
| Hotel de l’Avenue vor dem Bahnhof von Beaurepaire, 1913 |                      | |                                                            |
| Streckenprofil, ca. 1940 |                      | |                                                            |
| Streckennummer (SNCF): | 907 000              | |                                                            |
| Kursbuchstrecke (SNCF): | 173                  | |                                                            |
| Streckenlänge: | 51,8 km              | |                                                            |
| Spurweite: | 1435 mm (Normalspur) | |                                                            |
| Maximale Neigung: | 10 ‰                 | |                                                            |
| |                      | |                                                            |
| \| \| \| Bahnstrecke Paris–Marseille von Marseille-St-Ch. \| \| \| \| \| Bahnstrecke Firminy–Saint-Rambert-d’Albon von / n. Firminy \| \| \| \| \| Grenze Département Isère / Drôme \| \| \| \| 571,70,0 \| Saint-Rambert-d’Albon \| 144 m \| \| \| 0,1 \| Bahnstrecke Paris–Marseille nach Marseille-St-Ch. \| Bahnstrecke Paris–Marseille nach Marseille-St-Ch. \| \| \| 0,3 \| Ausbauende \| Ausbauende \| \| \| ~0,4 \| D 807 (ehem. N 7) \| D 807 (ehem. N 7) \| \| \| 1,2 \| N 7 \| N 7 \| \| \| 1,2 \| A 7 \| A 7 \| \| \| 4,0 \| Département Drôme / Isère \| Département Drôme / Isère \| \| \| 6,2 \| Département Isère / Drôme \| Département Isère / Drôme \| \| \| 9,9 \| Épinouze GRZ+r \| 207 m \| \| \| \| LGV Rhône-Alpes (Marseille-St-Charles–Paris-Lyon) \| \| \| \| 14,2 \| Manthes-Lapeyrouse \| 229 m \| \| \| 18,0 \| Département Drôme / Isère \| Département Drôme / Isère \| \| \| 20,2 \| D 538 (ehem. N 538) \| D 538 (ehem. N 538) \| \| \| 20,3 \| Beaurepaire \| 258 m \| \| \| 22,0 \| Streckenende \| Streckenende \| \| \| ~25,1 \| Raille (~14 m) \| Raille (~14 m) \| \| \| 26,1 \| Le Content-Beaufort \| 286 m \| \| \| 26,1 \| D 519 (ehem. N 519) \| D 519 (ehem. N 519) \| \| \| 30,6 \| Marcilloles \| 311 m \| \| \| \| \| \| \| \| \| La Côte-Saint-André-Le Rival (TOD) Bahnstrecke Lyon–Saint-Marcellin (Meterspur, niveaugleich, TOD)[2] \| 347 m \| \| \| \| \| \| \| \| 37,0 \| La Côte-Saint-André-Le Rival \| 348 m \| \| \| 40,2 \| Brézins \| 365 m \| \| \| 40,2 \| D 518 (ehem. N 518) \| D 518 (ehem. N 518) \| \| \| 43,7 \| Saint-Étienne-de-Saint-Geoirs \| 386 m \| \| \| 49,5 \| Izeaux \| 417 m \| \| \| 51,8 \| Streckenende \| Streckenende \| \| \| 52,091,3 \| Bahnstrecke Lyon–Marseille von Lyon (Abzw. Beaucroissant) \| Bahnstrecke Lyon–Marseille von Lyon (Abzw. Beaucroissant) \| \| \| 92,5 \| Beaucroissant \| 429 m \| \| \| 55,794,9 \| Rives \| 411 m \| \| \| \| Bahnstrecke Lyon–Marseille nach Marseille-St-Ch. ü. Grenoble \| \| |                      | |                                                            |
| |                      | Bahnstrecke Paris–Marseille von Marseille-St-Ch.                                                   |                                                            |
| Abzweig geradeaus, nach rechts und von rechts |                      | Bahnstrecke Firminy–Saint-Rambert-d’Albon von / n. Firminy                                         | Bahnstrecke Firminy–Saint-Rambert-d’Albon von / n. Firminy |
| Grenze |                      | Grenze Département Isère / Drôme                                                                   | Grenze Département Isère / Drôme                           |
| Bahnhof | 571,70,0             | Saint-Rambert-d’Albon                                                                              | 144 m                                                      |
| Abzweig geradeaus und nach rechts | 0,1                  | Bahnstrecke Paris–Marseille nach Marseille-St-Ch.                                                  | Bahnstrecke Paris–Marseille nach Marseille-St-Ch.          |
| | 0,3                  | Ausbauende                                                                                         | Ausbauende                                                 |
| Bahnübergang | ~0,4                 | D 807 (ehem. N 7)                                                                                  | D 807 (ehem. N 7)                                          |
| Strecke mit Straßenbrücke | 1,2                  | N 7                                                                                                | N 7                                                        |
| Strecke mit Straßenbrücke | 1,2                  | A 7                                                                                                | A 7                                                        |
| Grenze | 4,0                  | Département Drôme / Isère                                                                          | Département Drôme / Isère                                  |
| Grenze | 6,2                  | Département Isère / Drôme                                                                          | Département Isère / Drôme                                  |
| ehemaliger Bahnhof | 9,9                  | Épinouze GRZ+r                                                                                     | 207 m                                                      |
| Kreuzung geradeaus unten |                      | LGV Rhône-Alpes (Marseille-St-Charles–Paris-Lyon)                                                  | LGV Rhône-Alpes (Marseille-St-Charles–Paris-Lyon)          |
| ehemaliger Bahnhof | 14,2                 | Manthes-Lapeyrouse                                                                                 | 229 m                                                      |
| Grenze | 18,0                 | Département Drôme / Isère                                                                          | Département Drôme / Isère                                  |
| Bahnübergang | 20,2                 | D 538 (ehem. N 538)                                                                                | D 538 (ehem. N 538)                                        |
| Dienststation / Betriebs- oder Güterbahnhof | 20,3                 | Beaurepaire                                                                                        | 258 m                                                      |
| | 22,0                 | Streckenende                                                                                       | Streckenende                                               |
| Brücke über Wasserlauf (Strecke außer Betrieb) | ~25,1                | Raille (~14 m)                                                                                     | Raille (~14 m)                                             |
| Haltepunkt / Haltestelle (Strecke außer Betrieb) | 26,1                 | Le Content-Beaufort                                                                                | 286 m                                                      |
| Bahnübergang (Strecke außer Betrieb) | 26,1                 | D 519 (ehem. N 519)                                                                                | D 519 (ehem. N 519)                                        |
| Bahnhof (Strecke außer Betrieb) | 30,6                 | Marcilloles                                                                                        | 311 m                                                      |
| |                      | |                                                            |
| U-Bahn-Abzweig quer, von links und von rechts (Strecke außer Betrieb) · Kreuzung · U-Bahn-Bahnhof quer (Strecke außer Betrieb) |                      | La Côte-Saint-André-Le Rival (TOD) Bahnstrecke Lyon–Saint-Marcellin (Meterspur, niveaugleich, TOD) | 347 m                                                      |
| |                      | |                                                            |
| U-Bahn-Betriebs-/Güterbahnhof Streckenende · Bahnhof (Strecke außer Betrieb) | 37,0                 | La Côte-Saint-André-Le Rival                                                                       | 348 m                                                      |
| Bahnhof (Strecke außer Betrieb) | 40,2                 | Brézins                                                                                            | 365 m                                                      |
| Bahnübergang (Strecke außer Betrieb) | 40,2                 | D 518 (ehem. N 518)                                                                                | D 518 (ehem. N 518)                                        |
| Bahnhof (Strecke außer Betrieb) | 43,7                 | Saint-Étienne-de-Saint-Geoirs                                                                      | 386 m                                                      |
| Bahnhof (Strecke außer Betrieb) | 49,5                 | Izeaux                                                                                             | 417 m                                                      |
| | 51,8                 | Streckenende                                                                                       | Streckenende                                               |
| Abzweig geradeaus und von links | 52,091,3             | Bahnstrecke Lyon–Marseille von Lyon (Abzw. Beaucroissant)                                          | Bahnstrecke Lyon–Marseille von Lyon (Abzw. Beaucroissant)  |
| Haltepunkt / Haltestelle | 92,5                 | Beaucroissant                                                                                      | 429 m                                                      |
| Bahnhof | 55,794,9             | Rives                                                                                              | 411 m                                                      |
| |                      | Bahnstrecke Lyon–Marseille nach Marseille-St-Ch. ü. Grenoble                                       |                                                            |

Die Bahnstrecke Saint-Rambert-d’Albon à Rives ist eine 51,8 km lange, eingleisige Eisenbahnstrecke in Frankreich. Sie ging in der zweiten Hälfte der 1850er Jahre in Betrieb und ist heute zur Hälfte stillgelegt. In den Gemeinden entlang der Strecke erinnern heute noch einige Straßennamen an Marc Seguin, der den Bahnbau wesentlich gefördert hat.

## Geschichte
Die Strecke verläuft nahezu von West nach Ost, größtenteils im Département Isère, und wurde zwischen 1856 und 1858 von der Compagnie des chemins de fer de St-Rambert à Grenoble eröffnet, doch bereits ein Jahr später von der Compagnie des chemins de fer de Paris à Lyon et à la Méditerranée (PLM) übernommen. Sie war die erste Bahnstrecke, die Paris mit Grenoble verband. Dadurch erhielt die Stadt sowohl nach Norden als auch nach Süden Frankreichs Bahnanschluss. Seit 1938 wird sie von der SNCF verwaltet.
Schon für die Planung der Rhônetalstrecke Bahnstrecke Paris–Marseille galt die Vorgabe, Grenoble mit einer Stichstrecke zu versehen: „Eisenbahn von Lyon nach Avignon mit Abzweigung nach Grenoble“. Das entsprechende Gesetz wurde am 16. Juli 1845 erlassen. Konzessionär war Paulin Talabot. Die Konzession verfiel jedoch wegen Untätigkeit und wurde per Ministerialerlass vom 28. Dezember 1847 für verfallen erklärt. Bei der Neuvergabe wurden die Konzessionäre für die Strecke Lyon–Avignon und die Stichstrecke getrennt vergeben. Die Erklärung der Gemeinnützigkeit erfolgte am 7. Mai 1853. Die Bahnstrecke ging am 13. Januar 1855 an die neu gegründete Bahngesellschaft Chemin de fer de Saint-Rambert à Grenoble.
Fast zeitgleich wurde der Bau der Bahnstrecke Lyon–Marseille sowohl von Süden als auch aus Richtung Lyon vorangetrieben. In Rives, also knapp 40 km nördlich von Grenoble, trafen die beiden Strecken zusammen. Bevor die Strecke aus Lyon Rives erreicht hatte, war der Streckenbau von Saint-Rambert aus bereits vollendet: Schon am 5. November 1856 war Rives erreicht, am 10. Juli 1857 den provisorischen Bahnhof von Piquepierre auf dem Gemeindegebiet von Saint-Martin-le-Vinoux und knapp ein Jahr später, am 1. Juli 1858 dann auch Grenoble; Piquepierre wurde wieder geschlossen. Piquepierre, etwa 4 km nördlich von Grenoble am Ufer der Rhone war der Ort für die Unterbrechung, weil dort erst eine Brücke gebaut werden musste.
Nur drei Wochen später, am 22. Juli 1858 übernahm die PLM die Infrastruktur und alle Rechte der lokalen Bahngesellschaft und führte sie bis zur Übernahme durch die SNCF 1938 fort.
Hatte man bei der Planung noch von einer europäischen Dimension dieser Verbindung und der Verlängerung nach Briançon und Italien geträumt, um Grenoble zu einem Warenumschlagplatz zu machen, ging es für die Strecke St-Rambert–Rives nach Fertigstellung der Direktverbindung Lyon–Grenoble schnell bergab: Schon 1862 wurde auf Schienenbusse umgestellt, nach Übernahme der SNCF der Personenverkehr 1939 ganz eingestellt. Die östlichsten Kilometer (ab BK 50,0) wurden am 14. Januar 1972 durch das Transportministerium entwidmet.
Auch wenn das Operationsgebiet am Ufer der Rhône für die PLM aufhörte, wurde die Strecke statt in Richtung Italien nach Westen verlängert: Schnell war eine Brücke über die Rhône nach Peyraud am anderen Ufer überquert und mit der Bahnstrecke Firminy–Saint-Rambert-d’Albon eine Verbindung nach Saint-Étienne hergestellt, die den Mont Pilat über Annonay und Bourg-Argental südlich umging.
Bis 2013 blieb die Strecke bis Beaurepaire für den Güterverkehr geöffnet, weil dort zwei Gleisanlieger bedient wurden. Am 18. März 2015 wurde der Warentransport auf der ganzen Strecke eingestellt. 1990 war der Streckenabschnitt Beaurepaire–Izeaux für den Güterverkehr geschlossen worden.

## Streckenbeschreibung
Das Tal der Rhône gleich hinter dem Bahnhof von St.-Rambert verlassend, steigt sie im gemeinsamen Urstromtal von Raille und Oron kontinuierlich leicht an und gewinnt über ihren gesamten Streckenverlauf knapp 300 Höhenmeter. Die Trassierung und der Bau waren entsprechend unproblematisch: Es gibt kaum Ingenieurbauwerke.